# Gerard Bruggink
Gerardus Meinardus (Gerard, Gerry) Bruggink (Tubbergen, 4 augustus 1917 - Skipperville (Alabama), 5 december 2005) was een Nederlandse vlieger die tijdens de Tweede Wereldoorlog in Nederlands-Indië tegen de Japanners vocht. Na de oorlog was hij in de Verenigde Staten inspecteur van vliegtuigongelukken en vliegveiligheid.

## Loopbaan
Bruggink volgde een katholiek seminarie. In 1939 begon hij met een opleiding bij de Militaire Luchtvaart van het Koninklijk Nederlands Indisch Leger in het toenmalige Nederlands-Indië. Na de Japanse inval voerde hij diverse gevechtsvluchten boven onder meer Singapore en Java uit. In 1942 werd hij krijgsgevangen gemaakt en ondergebracht in werkkampen in Thailand, waar hij onder andere aan de beruchte Birmaspoorweg te werk werd gesteld.
Na de oorlog werd hij voor zijn inzet bij de luchtmacht in Nederlands-Indië gedecoreerd met de Militaire Willems-Orde, het Vliegerkruis, het Bronzen Kruis en een Eervolle Vermelding. Omdat men in Nederland voor één en dezelfde dappere daad slechts een onderscheiding kan krijgen, werden de Eervolle Vermelding en het Bronzen Kruis later ingetrokken en vervangen door de Militaire Willems-Orde.

## Verenigde Staten
Bruggink verliet in 1955 de luchtmacht en verhuisde in dat jaar naar de Verenigde Staten. Eerst was hij een tijdlang vlieginstructeur voor de burgerluchtvaart in Texas, alvorens hij vanaf 1959 voor allerlei onderzoeksorganisaties op het gebied van vliegtuigongelukken en vliegveiligheid ging werken. Als zodanig werkte hij onder meer bij de NTSB, waarbij hij leidinggevende functies vervulde. Alhoewel hij in 1982 met pensioen ging, kwamen er nog geregeld artikelen over vliegveiligheid van zijn hand.
Gerard Bruggink overleed na een lang ziekbed op 88-jarige leeftijd.

## Onderscheidingen
- Militaire Willems-Orde op 14 juli 1948[1]
- Vliegerkruis op 27 januari 1942[2]
- Oorlogsherinneringskruis
- Wing Piloot KNIL

## Museum
In maart 2009 werd in het Nationaal Luchtvaart-Themapark Aviodrome een replica van een Brewster Buffalo B-339C toestel geplaatst. De replica is gemarkeerd met B-3107, het registratienummer van het toestel van Bruggink.